# チェサピーク湾
チェサピーク湾（英: Chesapeake Bay、[ˈtʃɛsəpiːk] CHESS-ə-peek）は、アメリカ合衆国の中部大西洋岸にある湾。同国最大の入り江である。首都ワシントンD.C.の東に位置し、沿岸にはボルチモアやノーフォークなどの都市がある。
南で大西洋に接続しており、その境界はヘンリー岬とチャールズ岬とつないだ線である。東岸はデルマーバ半島である。大小150以上の河川が流入し、その合計流域面積は6州（ニューヨーク州、ペンシルベニア州、デラウェア州、メリーランド州、バージニア州、ウェストバージニア州）およびワシントンD.Cの166,534平方キロメートルにおよぶ。沿岸の三角江にはカモ科などの水鳥が生息しており、1987年にラムサール条約登録地となった。
北のサスケハナ川から大西洋まで、南北約320キロメートルの長さがある。幅はもっとも狭いところ（メリーランド州ケント郡ニュータウン近くのプラムポイントとハーフォード郡ロムニークリーク近くのあいだ）で4.5キロメートル、もっとも広いポトマック川河口の南では48キロメートルに達する。海岸線はのべ18,804キロメートル、面積は11,601平方キロメートルにわたる。湾内の平均水深は6.4メートル、最大水深は53メートル。メリーランド州アナポリス近郊のサンディポイントからケント島へチェサピーク・ベイ・ブリッジが、バージニアビーチとチャールズ岬とのあいだにチェサピーク・ベイ・ブリッジ・トンネルがそれぞれ渡されている。
殻ごと調理して食べられるアオガニのソフトシェルクラブとカキの名産地だが、20世紀中ごろから棲息数の減少が続いている。富栄養化と都市化に起因する湾内の水質悪化が乱獲に拍車をかけた形だが、1990年代から再生に向けた取り組みが続いており、カキの棲息数は持ち直してきている。また、湾の水質自体も改善の兆しが見られる。そのほかの環境問題として地球温暖化に由来する海面上昇があり、湾内にある面積わずか3平方キロのタンジール島は、過去80年間で40cmほど周辺水位が上昇して陸地を浸食しており、今後25年以内に完全に沈むと予想されている。
猟犬の一種であるチェサピーク・ベイ・レトリーバーの原産地としても有名。デルマーバ半島のチェサピーク湾口にチェサピーク湾クレーターが存在する。